# San Bernardino Mountains
De San Bernardino Mountains is een kleine bergketen in het noordoosten van Los Angeles County in het zuiden van Californië. De keten is ongeveer 100 kilometer (60 mijl) lang en loopt in oostwestelijke richting. De San Bernardino Mountains worden daarom tot de Transverse Ranges gerekend.
De San Bernardino Mountains gaan in het noorden en noordoosten over in het plateau van de Mojavewoestijn, ten noorden van de stad San Bernardino. De keten wordt in het westen gescheiden van de San Gabriel Mountains door de Cajon Pass en in het zuiden/zuidoosten van de San Jacinto Mountains door de Banning Pass.
De hoogste toppen van de keten zijn de San Bernardino Mountain (3311 meter/ 10864 voet) en de Mount San Gorgonio (3502 meter/ 11490 voet) wat ook de hoogste top is in het zuiden van Californië.
Het grootste deel van de keten bevindt zich in het San Bernardino National Forest. De San Gorgonio Wilderness bevindt zich in de zuidoostelijke hoek van de keten. De keten is ook de thuis van Big Bear Lake, Crestline en Lake Arrowhead, 3 populaire recreatiegebieden in het gebied rond Los Angeles.

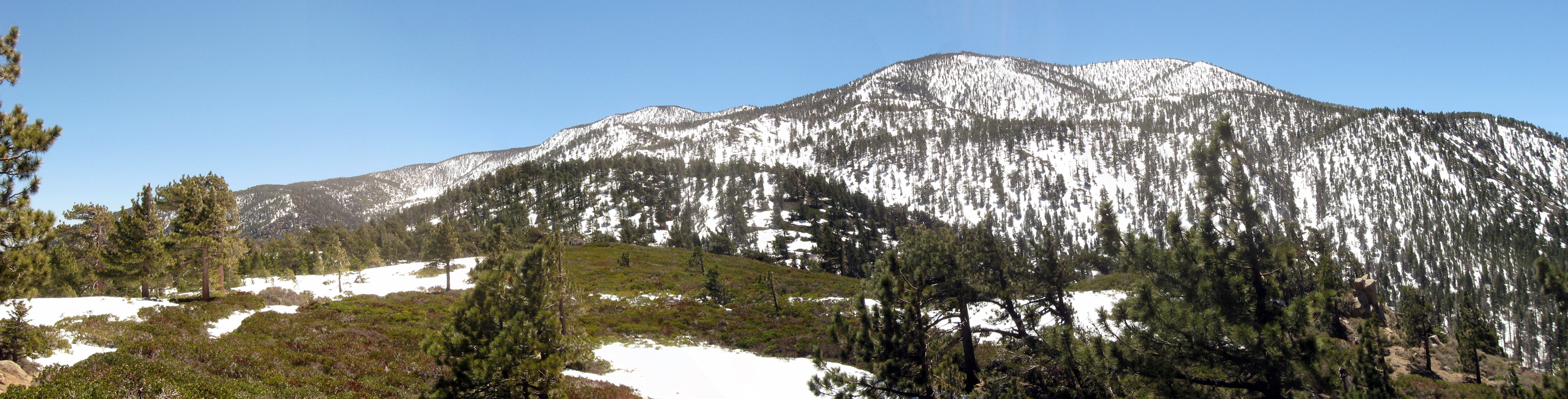
Panorama van de San Bernardino Peak